# Coup d'État
« Golpe » redirige ici.  Pour la technique musicale, voir Golpe (guitare).
Pour les articles homonymes, voir Coup d'État (homonymie).
 (mars 2010).
Si vous disposez d'ouvrages ou d'articles de référence ou si vous connaissez des sites web de qualité traitant du thème abordé ici, merci de compléter l'article en donnant les références utiles à sa vérifiabilité et en les liant à la section « Notes et références ».

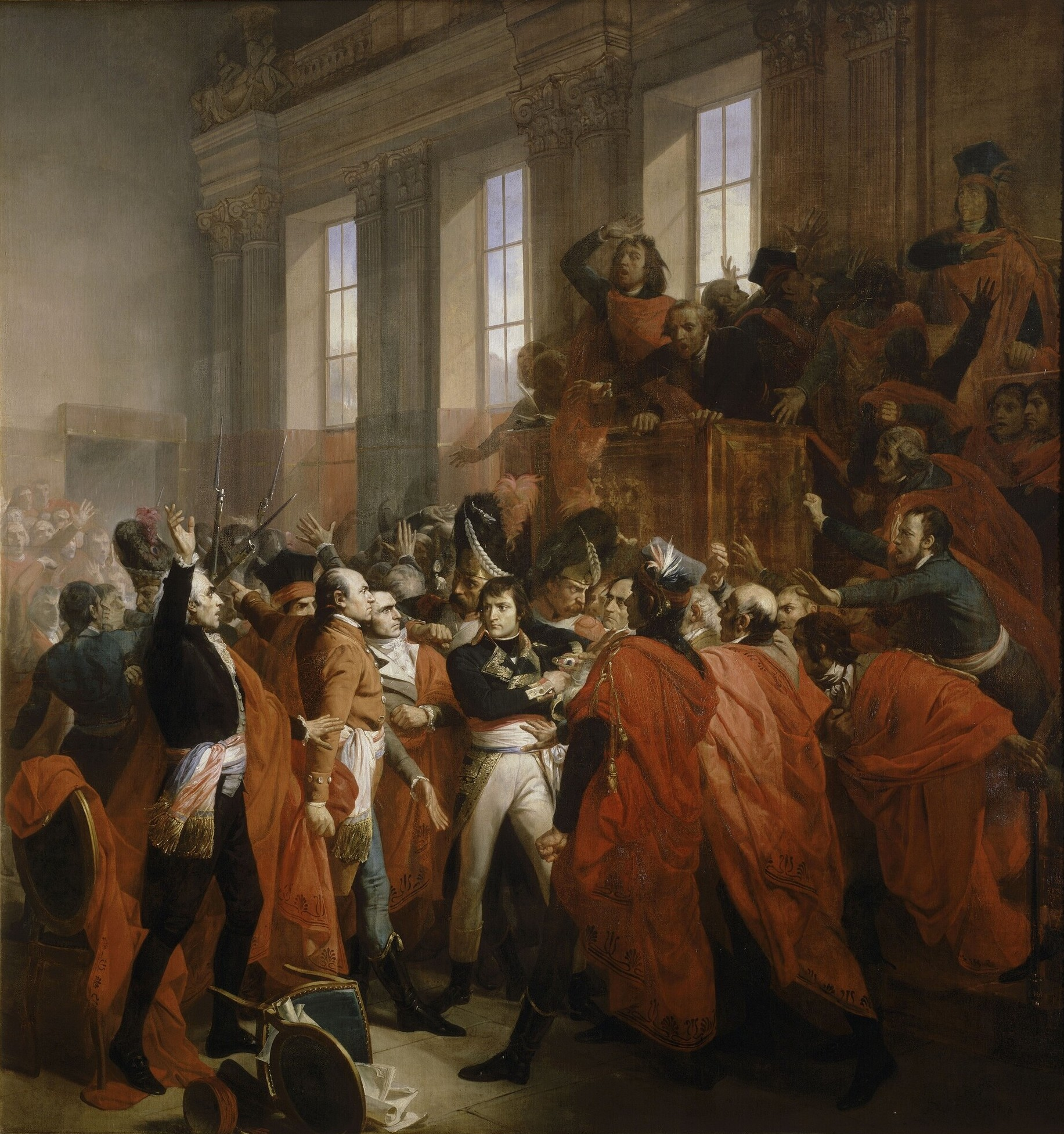
Coup d'État du, le général Napoléon Bonaparte devient Premier consul de la République.

Un coup d'État est un renversement du pouvoir par une personne investie d'une autorité, de façon illégale et souvent brutale. On le distingue d'une révolution en ce que celle-ci est populaire. Le putsch est un coup d'État réalisé par la force des armes. Une révolution de palais est une forme de coup d'État dans laquelle le régime politique reste essentiellement le même mais les principaux titulaires du pouvoir sont illégalement arrêtés voire assassinés, et remplacés par de nouveaux.
Il peut également y avoir des coups d'État légaux, ou auto-coup d'État, coups d'État effectués par des pouvoirs déjà en place pour y rester ou s'y renforcer. Napoléon Ier, Napoléon III, ont tous deux affermi leur pouvoir par un coup d'État légal (le premier s'auto-proclamant Consul à vie, puis instaurant le Premier Empire; le second abolissant la république et instaurant le second empire).
D'un point de vue historique, le coup d'État est l'un des moyens les plus fréquemment utilisés pour accéder au pouvoir. Beaucoup de grands figures historiques ont pris le pouvoir par une forme ou une autre de coup d'État, même si la notion n'existait pas à l'époque, comme Jules César ou Charlemagne. Cela reste vrai dans le monde contemporain : en 1980, plus de la moitié des gouvernements dans le monde étaient issus d'un coup d'État.
Une version alternative présente le coup d'État comme : « un acte d'autorité consistant dans une atteinte réfléchie, illégale et brusque, aux règles d'organisation, de fonctionnement ou de compétence des autorités constituées, atteinte dirigée, selon un plan préconçu et pour des raisons diverses, par une personne ou par un groupe de personnes réunis en un parti ou un corps ; dans le but soit de s'emparer du pouvoir, soit d'y défendre ou d'y renforcer sa position, soit d'entraîner une simple modification de l'orientation politique du pays ».

## Vocabulaire
Albert Vandal définit le coup d'État par : « un acte violent d'une partie des pouvoirs publics contre l'autre ». Cette définition s'appuie sur l'observation de trois « coups d'État » : celui du 18 fructidor de l'an V, celui du 18 brumaire de l'an VIII et celui du 2 décembre 1851. En effet ces trois coups ont été menés par le pouvoir exécutif contre le pouvoir législatif. Lors du coup d'État du 22 floréal de l'an VI mis en œuvre par le Directoire et les Conseils contre le corps électoral, les candidats, nettement battus aux élections pour les Cinq-cents, furent cependant, en vertu d'une loi spéciale, déclarés élus à la place de leurs adversaires.

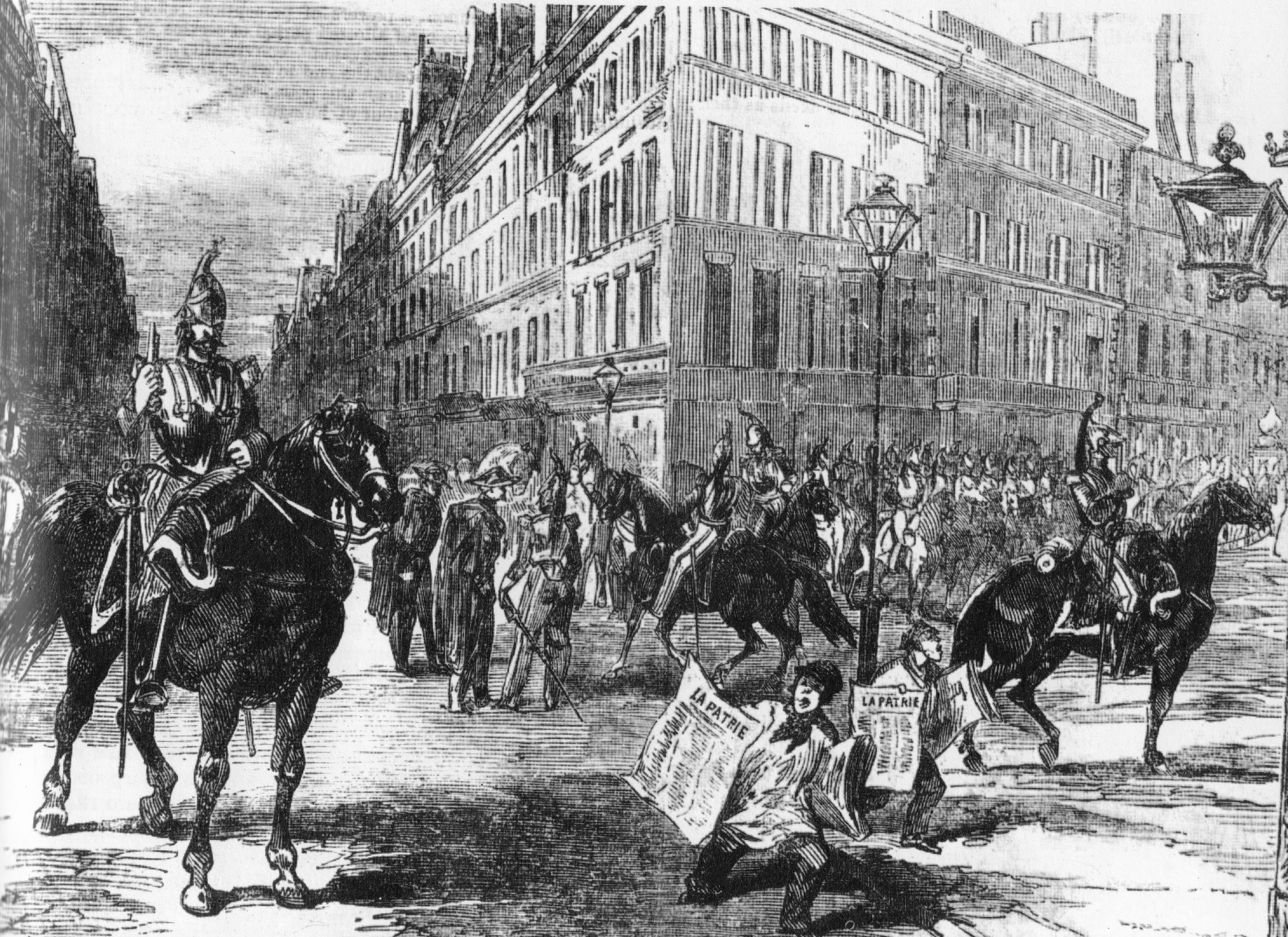
Coup d'État de 1851 en France où Louis-Napoléon Bonaparte tente de se maintenir au pouvoir, malgré une interdiction constitutionnelle ; ceci pourrait être qualifié d'auto-coup d'État.

On parle d'« auto-coup d'État » quand la dissolution ou la prise de possession des pouvoirs d'un État est réalisée par son dirigeant, généralement un chef d'État ou un chef de gouvernement, jusque-là arrivé et maintenu au pouvoir par des moyens légaux. L'ensemble des pouvoirs est dès lors concentré dans ses seules mains ou avec celles de sa garde rapprochée, et ce, pour une durée indéterminée. L'auto-coup d'État abouti permet à celui qui l'orchestre de demeurer au pouvoir illégalement et de diriger le pays de manière arbitraire. Cette manœuvre peut être accompagnée d'une annulation de la constitution de l'État et d'une suspension du système judiciaire. À partir du moment où l'auto-coup d'État est complété et le pouvoir n'est pas ébranlé, le chef de l'État, auparavant chef démocratique ou constitutionnel, devient un chef dictatorial ou autoritaire.
Le mot putsch, d'origine suisse allemande, précise que le coup d'État s'opère par la force armée. Il est communément utilisé en français, plus rarement en anglais qui utilise la formule française ou sa version abrégée, coup. Le terme putsch, qui provient du Züriputsch de 1839, a été popularisé par les coups d'État manqués de 1920 et 1923 en Allemagne (putsch de Kapp à Berlin et putsch de la Brasserie à Munich). L'expression « coup d'État » est passée notamment en indonésien (kudeta) et en japonais (クーデター, kūdetā). Le terme pronunciamiento, repris de l'espagnol, désigne quant à lui des soulèvements militaires d'une typologie différente. Dans cette langue, l'expression golpe de Estado traduit littéralement la locution nominale de « coup d'État ».

## Techniques

### Prise des organes centraux du pouvoir
Selon Javier Fernández López, « Deux conditions sont nécessaires pour qu'un coup d'État triomphe : d'une part qu'il y ait des personnes avec les moyens et la volonté pour le protagoniser, et d’autre part que la société dans laquelle il va être réalisé ait le degré de sous-développement politique suffisant pour en accepter le résultat ».
Le secret, non seulement vis-à-vis de l'extérieur mais aussi vis-à-vis des autres comploteurs, constitue la première arme des putschistes, celle sans laquelle les meilleures préparations risquent de s'effondrer.
Ainsi, l'une des raisons de l'échec du putsch de Kapp à Berlin en 1920, fut-elle le manque de discrétion du général von Luttwitz, chef militaire de l'opération, qui alla présenter le soir du 10 mars un ultimatum aux gouvernants socialistes, et leur laissa 48 heures pour se retourner, avant de déclencher le putsch militaire annoncé, dans la nuit du 12 au 13 mars 1920.
C'est ainsi que, lors de la préparation du putsch du 8 novembre 1942 à Alger (destiné à permettre le succès de l'Opération Torch), le jeune chef des groupes d'action d'Alger, José Aboulker, refusa, bien qu'il lui fît confiance, de donner à Henri d'Astier de La Vigerie, responsable de la conjuration pour l'Afrique du Nord, les noms de ses chefs de groupes avant les deux derniers jours précédant l'action. Lorsque les patriotes passèrent à l'action, la surprise fut si totale que ces 400 civils mal armés, commandés par leurs officiers de réserve, réussirent à neutraliser, à eux seuls, le corps d'armée vichyste d'Alger. En effet, les autorités vichystes, libérées au bout de quelques heures, s'efforcèrent, sans même y parvenir, de reconquérir complètement la ville au lieu d'attaquer les forces alliées sur les plages. Si bien que ces dernières purent débarquer sans résistance, encercler Alger et capturer ce grand port intact le soir même du débarquement.
La technique de base du coup d'État consiste à s'emparer des organes centraux de l'État ou à les neutraliser, en occupant leurs lieux de fonctionnement qui sont aussi les lieux symboliques du pouvoir. C'est ainsi que procéda Napoléon Bonaparte, lors de son coup d'État du 18 brumaire. Disposant de l'appui de l'armée, il lui fallait contrôler le pouvoir civil. Or, sous le Directoire, la France disposait d'un exécutif tournant formé de cinq directeurs qui se succédaient, à tour de rôle, pendant des périodes limitées à quelques semaines, si bien qu'il ne suffisait pas de contrôler cet exécutif tournant, car la réalité du pouvoir civil résidait dans un parlement affaibli lui-même par sa division en deux chambres. C'est pourquoi Bonaparte, en accord avec deux directeurs, Emmanuel-Joseph Sieyès et Roger Ducos, se préoccupa surtout de disperser ce parlement, dont l'une des chambres, le Conseil des Cinq-Cents, était présidée par son frère Lucien Bonaparte. Mais au lieu d'annoncer brièvement sa prise de pouvoir aux parlementaires, Bonaparte trouva le moyen de s'égarer dans un discours ampoulé, et se fit assaillir par plusieurs élus. Si bien que le coup d'État ne fut sauvé que par son frère, qui ordonna aux grenadiers de rétablir l'ordre en dispersant les élus récalcitrants. Bonaparte constitua alors un Conseil exécutif de trois membres composé de lui-même, de Siéyès et de Ducos, que le Conseil des Anciens transforma le lendemain en Commission consulaire exécutive.
Mais il ne suffit pas de s'emparer des organes centraux de l'État. Il faut aussi arrêter les gouvernants, faute de quoi il leur sera loisible d'organiser une riposte. C'est ce qui advint à Berlin, en 1920, où les ministres socialistes, avertis à l'avance par l'ultimatum du chef militaire des putschistes, prirent le large avant l'arrivée du corps franc Ehrhardt. Après quoi, une fois réfugiés en province, ils appelèrent avec succès la population à une grève générale dont le succès leur permit de reprendre le pouvoir.

### Régularisation des prises de pouvoir
À l'occasion d'un coup d'État, un « vide » constitutionnel et institutionnel apparaît. Il est donc nécessaire, généralement, de régulariser ce vide en fondant une nouvelle Constitution, permettant ainsi l'exercice d'un nouveau pouvoir constituant originaire.
C'est ainsi que la Commission consulaire exécutive présidée par Bonaparte présenta, le 22 frimaire, son projet de constitution consulaire aux deux Conseils des Anciens et des Cinq-Cents qui l'entérinèrent, faisant ainsi entrer le nouveau régime dans la légalité. La prise de pouvoir de De Gaulle en 1958, qui s'apparente sous certains aspects à un coup d'État[réf. nécessaire], a conclu à la fondation de la Constitution de 1958, en vigueur en France.
Une autre solution de régularisation d'un coup d'État peut être trouvée par un plébiscite, comme ceux de Napoléon III, ou par des élections. Ainsi, leur action politique se retrouve légitimée a posteriori. Toutefois, cette solution se déroule souvent après l'établissement d'une nouvelle Constitution, de manière autoritaire, sans recours au suffrage universel et au principe démocratique.

### Nouvelles cibles des coups d'État modernes
À la prise des bâtiments publics, sièges des organes du pouvoir, s'est ajouté la prise de contrôle des médias : la presse lors du coup d'État du 2 décembre 1851 en France, la radio, dont la détention peut permettre de donner à la population des informations propres à décourager toute tentative de riposte au coup d'État, puis la télévision.
En outre dans la période moderne, les auteurs de coups d'État ont pris l'habitude de couper ou d'accaparer les moyens de communication (téléphone, télégraphe), les arsenaux, les gares, etc. Mais le contrôle des communications téléphoniques joua surtout un rôle essentiel, lors du putsch du 8 novembre 1942 à Alger. En coupant le réseau téléphonique normal d'Alger, l'état-major rebelle, qui s'était installé au Commissariat central, prit le contrôle du réseau officiel, seul maintenu en service. Ainsi put-il suivre de là l'occupation des points stratégiques par les résistants entre 0 h 30 et 1 h du matin, et garda-t-il ensuite le contact avec leurs chefs de groupe pendant toute l'opération. Mais surtout, c'est par ce réseau officiel, rendu seul utilisable, que les chefs de la résistance reçurent les appels alarmés des personnalités vichystes, réveillées par le duel d'artillerie du port survenu vers 3 h du matin. Les résistants les convoquèrent alors au Commissariat central en leur faisant croire qu'on les y attendait pour organiser la résistance aux Alliés. Ainsi, pour la première fois dans l'histoire, les personnalités hostiles à un coup d'État vinrent d'elles-mêmes se faire arrêter par les putschistes. Il en fut ainsi, notamment, de l'adjoint du gouverneur-général de l'Algérie Ettori, qui, la veille partisan arrogant et acharné de la collaboration, se répandit soudain en sanglots.

### Auteurs de coups d'État
Les coups d'État sont habituellement effectués par des militaires contre des gouvernants civils, par exemple Augusto Pinochet au Chili.
Les putschs effectués par des civils ont généralement échoué, comme le Putsch de la Brasserie tenté par Adolf Hitler à Munich en 1923. Il y a au moins une exception, celle du Putsch du 8 novembre 1942 à Alger, mais les 400 civils algérois, commandés par un étudiant de 22 ans, José Aboulker, furent soutenus par des officiers de réserve et quelques officiers d'active, comme les colonels Jousse et Baril.
Les auteurs des coups d'État appartiennent le plus souvent, eux-mêmes, à l'appareil d'État, comme ce fut le cas de Siéyès, Paul Barras et Bonaparte. Certains coups d'État ont été organisés en Afrique par des individus soupçonnés de travailler pour les services secrets d'anciennes puissances coloniales, comme Bob Denard, afin de mettre en place un gouvernement qui leur soit plus favorable.

## Accueil réservé aux coups d'État
Pour que les résultats du coup d'État soient acquis, il est préférable qu'ils annoncent qu’ils vont répondre aux vœux de la majorité de l'opinion publique et qu'ils soient compatibles avec le contexte international.

### Accueil de l'opinion publique
Le coup d'État de Bonaparte le 18 brumaire répondait à la volonté de la majorité des Français, qui, lassés des agitations révolutionnaires en tous genres, souhaitaient un rétablissement durable de l'ordre, et auprès desquels Bonaparte jouissait d'une forte popularité[réf. souhaitée].
Le putsch des généraux d'avril 1961, perpétré par quatre généraux connus, bénéficiait lui aussi de l'appui d'une partie de l'opinion, celle de l'Algérie française, mais pas au-delà car les Français de métropole, consultés précédemment par Charles de Gaulle sur l'autodétermination de l'Algérie, s'étaient prononcés massivement en faveur de sa politique. En outre, dans les forces d'Afrique du Nord elles-mêmes, les soldats du contingent métropolitain qui disposaient de nombreuses radios portatives, reçurent directement l'appel prononcé par de Gaulle contre les généraux et refusèrent de suivre leurs supérieurs dans la rébellion.
En sens inverse, le putsch de 1942, à Alger également, a été accompli certes en accord avec la majorité des Français de métropole devenus non-collaborationnistes, mais aussi en partie contre l'opinion locale, en majorité pétainiste sinon collaborationniste. Le coup n'en a pas moins réussi grâce au contexte international.

### Contexte international
Le succès du coup d'État dépend aussi du contexte international : les pays voisins peuvent être favorables ou non à leur entreprise et y réagir ou non militairement.
C'est pourquoi l'un des premiers actes des auteurs modernes de coup d'État est d'affirmer que tous les accords internationaux seront respectés.
Le coup d'État communiste de Prague en 1948 n'a pu intervenir que parce que la Tchécoslovaquie était située dans la zone d'influence soviétique, où les armées occidentales s'interdisaient d'intervenir.